# Красногорск-2 (кинокамера)
«Красного́рск-2» — узкоплёночный любительский киносъёмочный аппарат с зеркальным обтюратором, выпускавшийся Красногорским механическим заводом с 1966 до 1977 года в рамках одноимённой серии.
Во второй половине 1960-х годов одновременно с кинокамерой «Красногорск-2» выпускался «Красногорск-1» (автор конструкции — инженер ЦКБ Алексей Акалупин), отличавшийся только комплектацией объективов: нормальный объектив «Вега-7» 2,0/20, сменные объективы в комплекте — широкоугольный «Мир-11» 2/12,5 и телеобъектив «Вега-9» 2/50.

## Устройство
Аппарат оснащался полуторной кассетой на 30 метров 16-мм киноплёнки, которую можно было перезаряжать в аппарат как в начале рулона, так и в любом другом его месте. При этом засвечивался короткий отрезок киноплёнки, находящийся в лентопротяжном тракте аппарата за пределами кассеты.
Киноплёнка перемещается пружинным приводом с помощью комбинированного зубчатого барабана только в прямом направлении. Однозубый односторонний грейфер без контргрейфера позволяет использовать киноплёнку как с двухсторонней, так и с односторонней перфорацией.
Сменные объективы в переходной оправе оригинальной конструкции имели крепление типа «Красногорский байонет». Аппарат оснащался объективом с переменным фокусным расстоянием «Метеор-5-1» с тем же типом байонетного крепления.
Зеркальный двухлопастный обтюратор нижнего расположения с постоянным эквивалентным углом раскрытия 150° (2×75°) обеспечивал сквозное визирование и наводку на резкость вручную по фокусировочному экрану (матовому стеклу) или по шкале дистанций съёмочного объектива. Также в видоискателе отображалась стрелка встроенного полуавтоматического экспонометрического устройства TTL, позволявшего корректировать экспозиционные параметры непосредственно во время съёмки, и обеспечивать точность экспозиции, достаточную даже для цветной обращаемой киноплёнки, особенно чувствительной к ошибкам.
Лентопротяжный тракт состоял из грейферного механизма, комбинированного зубчатого барабана с прижимными роликами и фрикциона наматывателя. Частота киносъёмки имела регулировку в пределах от 8 до 48 кадров в секунду. Кроме того, аппарат обладал возможностью покадровой (цейтраферной) съёмки при помощи гибкого спускового тросика.
Пружинный привод обеспечивал протяжку 5 метров киноплёнки за один завод.
Аппарат мог крепиться к штативу при помощи стандартного винта 3/8" и имел в комплекте пистолетную рукоятку с плечевым упором.